# Pelodiscus variegatus
Pelodiscus variegatus — вид черепах з родини трикігтевих черепах (Trionychidae). Описаний у 2019 році. Раніше вважався частиною Pelodiscus parviformis.

## Поширення
Вид поширений у В'єтнамі та китайському острові Хайнань.

## Опис
Окрім генетичних відмінностей, цей вид можна легко відрізнити від інших Pelodiscus за великими плямами на його пластроні.